# Jeroen Krabbé
Pour les articles homonymes, voir Krabbe.
Jeroen Aart Krabbé, né à Amsterdam le 5 décembre 1944 est un acteur et réalisateur néerlandais. Il est apparu dans plus de 60 films depuis 1963, dont Jumpin' Jack Flash (1986), Tuer n'est pas jouer (1987), Le Prince des marées (1991), Le Fugitif (1993) et Le Transporteur 3 (2008).

## Biographie

### Jeunesse
Krabbé est né dans une famille d'artistes à Amsterdam, aux Pays-Bas, fils de Margreet (née Reiss), traductrice de film, et de Maarten Krabbé, peintre. Il a deux frères : Tim, journaliste, romancier, ancien coureur cycliste et joueur d’échecs de classe mondiale, et Mirko, artiste. Sa mère était juive, sa famille a été tuée dans l'Holocauste.

### Carrière
Sur la scène internationale, il s'est d'abord illustré dans deux films du réalisateur hollandais Paul Verhoeven : Le Choix du destin aux côtés de Rutger Hauer et Le Quatrième Homme avec Renée Soutendijk. Son premier grand film américain est Jumpin' Jack Flash, la comédie de Whoopi Goldberg. Cependant, ce sont ses rôles de méchants dans une série de films internationaux de la fin des années 1980 et du début des années 1990 qui lui ont valu une renommée internationale, notamment avec Losado dans Sans pitié, le Général Georgi Koskov dans le film de James Bond Tuer n'est pas jouer (1987), Gianni Franco dans Punisher (1989), Herbert Woodruff (le mari de Lowenstein) dans Le Prince des marées (1991) et M. Charles Nichols dans Le Fugitif (1993) avec Harrison Ford. Il est également apparu dans de nombreuses productions télévisées et en tant que Satan dans la production télévisée Jésus.
Il a été à la fois réalisateur et producteur d'un film sur les Juifs orthodoxes en 1998 dans les années 1970 à Anvers (Belgique), avec Isabella Rossellini et Maximilian Schell dans À la recherche du passé, ainsi que dans le roman de Harry Mulisch adapté en film La Découverte du ciel. À la recherche du passé a été inscrit au 48ème Festival international du film de Berlin. L'année suivante, il est membre du jury du 49ème Festival international du film de Berlin.
Dans le cadre de son travail télévisé, il incarnait un psychique étrange dans l'épisode 11 de la série Midsomer Murders, "Talking to the Dead". Krabbé a également présenté une exposition sur ses peintures au Museum de Fundatie (Zwolle) en 2008.

### Vie privée
Il est marié à Herma depuis 1964. Ensemble, ils ont eu trois fils - Martijn (présentateur de radio et de télévision), Jasper et Jacob.
En plus de jouer et de diriger, il est un artiste accompli (ses peintures sont apparues sur des timbres postaux néerlandais) et a coécrit un livre de cuisine néerlandais. En novembre 2004, il a publié le livre Schilder, qui donne un aperçu de ses peintures.

## Filmographie

### Acteur

#### Cinéma
- 1963 : Fietsen naar de maan
- 1968 : Professor Columbus
- 1972 : The Little Ark : Docteur
- 1974 : Alicia : Pilote
- 1977 : Le Choix du destin (Soldaat van Oranje) : Guus LeJeune
- 1979 : Pak slaag, Een
- 1979 : Martijn en de magiër : Regisseur
- 1980 : Spetters : Frans Henkhof
- 1981 : Vlucht regenwulpen, Een : Maarten / alter ego
- 1982 : Verleden, Het : Harry Heyblom
- 1983 : Le Quatrième Homme (De Vierde man) : Gérard Reve
- 1985 : Turtle Diary : Mr. Sandor (the slob)
- 1986 : In de schaduw van de overwinning : Peter van Dijk
- 1986 : Jumpin' Jack Flash : Mark Van Meter
- 1986 : Sans pitié (No Mercy) : Losado
- 1987 : Tuer n'est pas jouer (The Living Daylights) : Général Georgi Koskov
- 1988 : Un monde à part (A World Apart) : Gus Roth
- 1988 : Izzy et Sam (Crossing Delancey), de Joan Micklin Silver : Anton Maes
- 1988 : Le Refugie de l'ombre (Shadowman) : Théo
- 1989 : Scandal : Eugene Ivanov
- 1989 : Melancholia : David Keller
- 1989 : Punisher (The Punisher) : Gianni Franco
- 1990 : Fatal rendez-vous (en) (Till There Was You) de John Seale : Robert 'Viv' Vivaldi
- 1991 : Robin des Bois : Baron Roger Daguerre
- 1991 : Sahara Sandwich
- 1991 : Kafka : Bizzlebek
- 1991 : Le Prince des marées (The Prince of Tides) : Herbert Woodruff
- 1992 : Voor een verloren soldaat : Jeroen Boman (adult)
- 1993 : Oeroeg : Hendrik Ten Berghe
- 1993 : Le Fugitif (The Fugitive) : Dr. Charles Nichols
- 1993 : King of the Hill de Steven Soderbergh : Mr. Erich Kurlander
- 1994 : Farinelli : Georg Friedrich Haendel
- 1994 : Ludwig van B. (Immortal Beloved) : Anton Felix Schindler
- 1996 : The Disappearance of Garcia Lorca : Col. Aguirre
- 1998 : À la recherche du passé (Left Luggage) : Mr. Kalman
- 1998 : La Courtisane (Dangerous Beauty) : Pietro Venier
- 1998 : À tout jamais, une histoire de Cendrillon (Ever After) de Andy Tennant : Auguste De Barbarac
- 1999 : Un mari idéal (An Ideal Husband) de Oliver Parker : Baron Arnheim
- 2000 : Il cielo cade : Wilhelm
- 2001 : La Découverte du ciel (The Discovery of Heaven) de lui-même : Gabriel
- 2002 : Fogbound : Dr. Duff
- 2004 : Ocean's Twelve : Van der Woude
- 2005 : Off Screen : Gérard Wesselinck
- 2005 : Deuce Bigalow : Gigolo malgré lui (Deuce Bigalow: European Gigolo) de Mike Bigalow : Gaspar Voorsboch
- 2005 : Snuff-Movie : Boris Arkadin
- 2005 : Leef! : Hugo
- 2008 : Le Transporteur 3 : Leonid Vasilez
- 2009 : Albert Schweitzer : Albert Schweitzer

#### Télévision
- 1973 : Uilenspiegel (TV) : Hertog Alva
- 1974 : Vloek van Woestewolf, De (série télévisée) : Hertog Maximiliaan
- 1974 : Durmazon (feuilleton TV)
- 1975 : Amsterdam 700 (feuilleton TV) : Daniel de Barrios
- 1978 : Hij en zij (série télévisée) : Robert Bleeker
- 1981 : Pim
- 1982 : Oponthoud, Het (TV) : Hans
- 1982 : Party in Parijs (TV) : Jaap
- 1982 : La Troisième Guerre mondiale (World War III) (TV) : Col. Alexander Vorashin
- 1984 : Willem van Oranje (feuilleton TV) : Willem van Oranje
- 1987 : Her Secret Life (TV) : Malarin
- 1989 : After the War (feuilleton TV) : Herman Pfaff
- 1990 : Murder East - Murder West (TV) : Edgar Rutchinsky
- 1990 : Family of Spies (TV) : Boris One
- 1990 : Secret Weapon (en) (TV) : Asher
- 1991 : Dynasty: The Reunion (TV) : Jeremy Van Dorn
- 1992 : Staline (en) (TV) : Bukharin
- 1992 : Les Aventures du jeune Indiana Jones (TV) : Brockdorff
- 1997 : L'Odyssée (The Odyssey) (TV) : King Alcinous
- 1997 : Business for Pleasure (TV) : Alexander Schutter
- 1998 : Rien d'autre que l'amour (Only Love) (TV) : Francois
- 1999 : Jésus (Jesus) (TV) : Satan (Man)
- 2008 : Inspecteur Barnaby (TV) : Cyrus

### Producteur
- 1998 : À la recherche du passé (Left Luggage)
- 2002 : Fogbound

### Réalisateur
- 1998 : À la recherche du passé (Left Luggage).
- 2001 : La Découverte du ciel (The Discovery of Heaven).

## Voix françaises
- Jean Barney dans :
  - Le Prince des marées
  - À tout jamais, une histoire de Cendrillon

- Sady Rebbot (*1935 - 1994) dans Dynastie
- Robert Guilmard dans Le Quatrième Homme
- Pascal Renwick (*1954 - 2006) dans Jumpin' Jack Flash
- Patrick Floersheim (*1944 - 2016) dans Sans pitié
- Féodor Atkine dans Tuer n'est pas jouer
- Mario Santini (*1945 - 2001) dans Punisher
- Bernard Métraux dans Kafka
- Gérard Rinaldi (*1943 - 2012) dans Le Fugitif
- Sylvain Lemarié (*1952 - 2023) dans Ludwig van B.
- Daniel Beretta (*1946 - 2024) dans La Courtisane
- Jean-François Kopf dans Inspecteur Barnaby

## Distinctions
- Commandeur de l'ordre du Lion néerlandais